# 최송설당
최송설당(崔松雪堂, 1855년(철종 6) ~ 1939년)은 일제 강점기의 교육인이다. 본관은 화순(和順)이다.
영친왕의 보모로 고종으로부터 송설당이라는 호를 부여받는다. 후에 김천에 귀향해서 원래 불교 사업에 전재산을 기부하려 했지만 육영사업에 투자하자는 만해 한용운 선생의 의견에 의해 자신이 모은 전재산을 육영사업에 쓸 것이라는 뜻을 전국적으로 밝히고, 1931년 재단법인 송설학원을 설립, 김천고등보통학교를 개교하였다. 건학이념은 "사립학교를 육성하여 민족정신을 함양하라.( 永爲私學 涵養民族精神 )", "잘 교육받은 한 사람이 나라를 바로잡고 잘 교육받은 학생 한 사람이 동양을 진압할 수 있다. 이 길을 따라 지키되 내 뜻을 저버리지 말라.(一人定邦國 一人鎭東洋 克遵此道 勿負吾志 )"이다.

## 생애
아버지 최창환과 어머니 정옥경의 3녀 중 장녀로 경상도 김산군 군내면 문산리(현 경상북도 김천시 문당동)에서 태어났다. 외가 강을 유씨가 홍경래의 난에 가담했다는 억울한 누명을 써 이를 풀고 가문을 다시 일으키기 위해 어릴 때부터 장사를 하였다. 1886년(고종 23) 아버지가 죽고 남편과도 사별했고, 1887년 서울에 상경하여 권문세가의 부인들과 교제하던 중, 고종의 후비인 엄비의 도움으로 궁에 입궐하였다. 조선의 마지막 황태자인 영친왕의 보모 생활을 하고 김천으로 낙향하여 육영사업에 정진하였다. 전재산인 30만 2100원을 기부하여 지은 김천고보가 현재 김천고등학교, 김천중학교로 발전되었다. 최송설당의 무덤은 김천중고등학교 뒷산인 송정에 있으며, 학교 부지 내에 역사관과 동상을 설립하여 설립자인 최송설당의 뜻을 기리고 있다.

## 문학

### 조선의 마지막 여성 시인 송설당
1894년 경 한양으로 올라온 최송설당은 당대의 실려자와 지식인들과 교류하며 한시 259수와 국문가사 50편을 남겼다. '송설당집'이 발간된 1922년은 '폐허', '백조' 등 현대시 동인지들이 유행하던 시기였던 바, 최송설당이 남긴 한시와 가사는 전통 시가 문학의 마지막 작품이다.

### 송설당집
최송설당의 시문집 '송설당집' 은 '최송설당의 한시 개관', '송설당집 1권', '송설당집 2권', '송설당집 3권' 순서로 구성되어 있다. '송설당집 1권'에는 최송설당이 남긴 170개의 한시와 산문이 기록되어있으며 '송설당집 2권'에는 한글가사가, '송설당집 3권'에는 최송설당이 쓴 '송설당원운'에 차운하거나 송설당 시를 쓴 것으로 구성되어 있다.

## 관련 사진

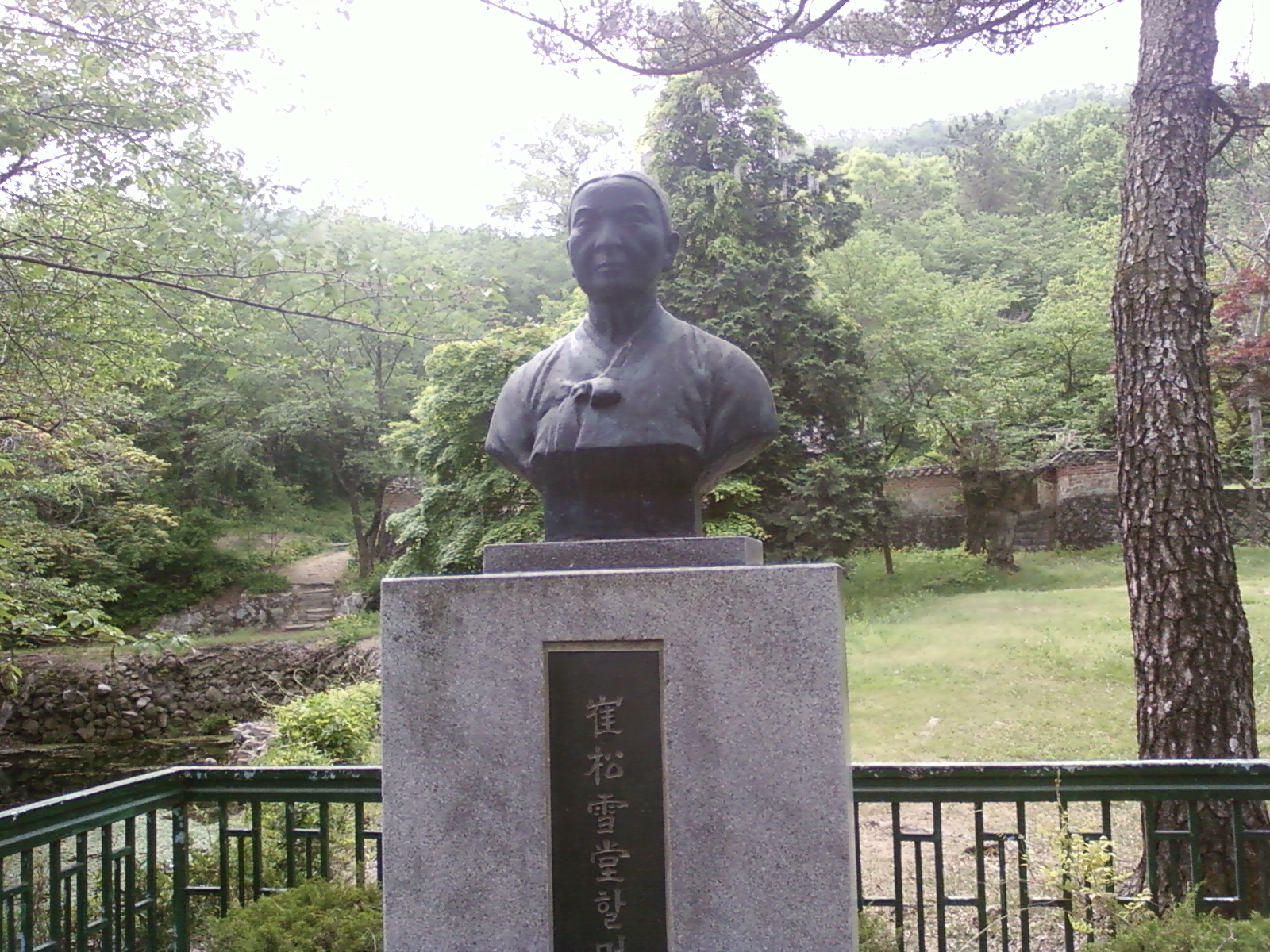
최송설당 동상(김천고등학교 송정)
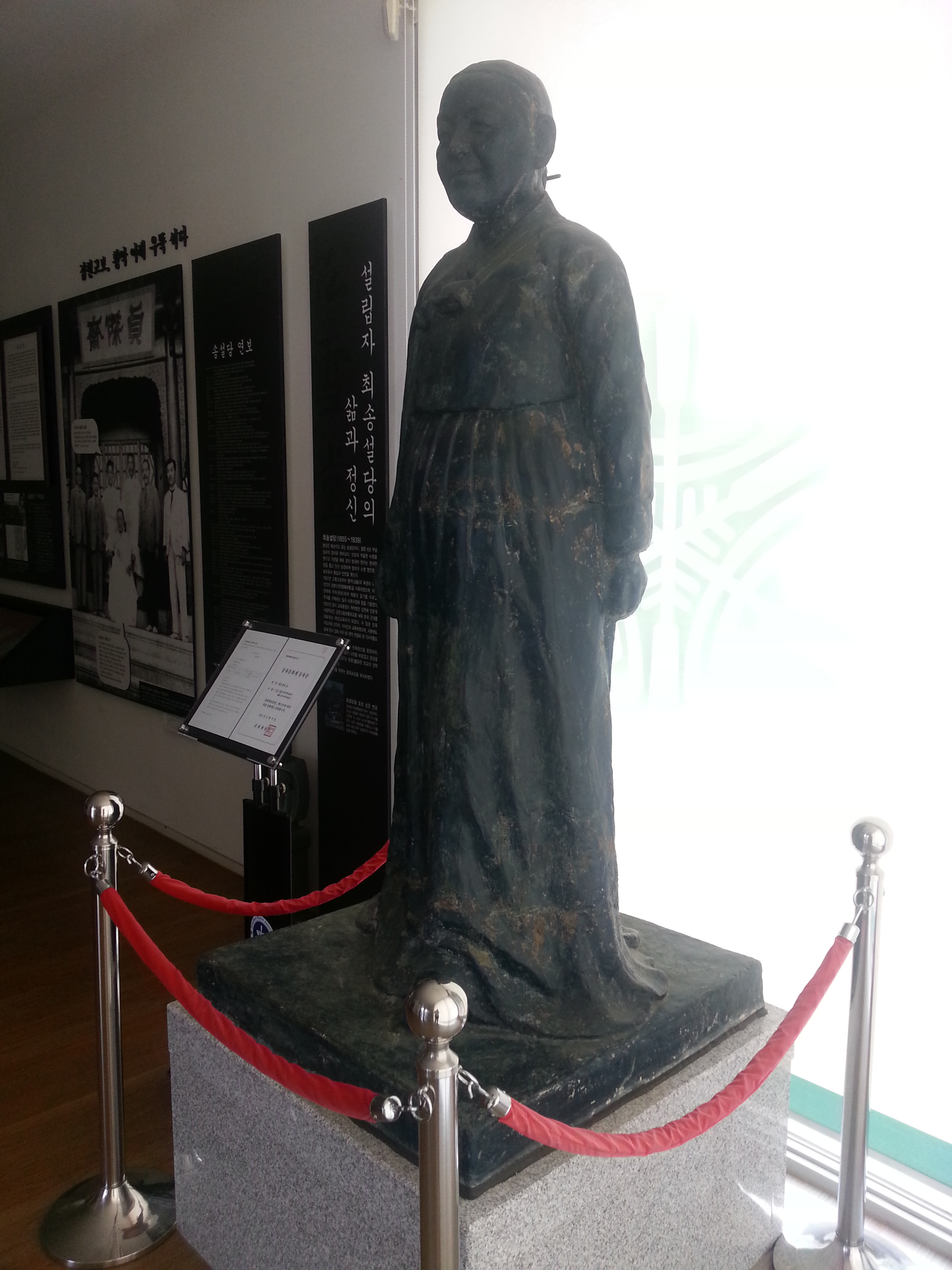
최송설당 전신동상(송설 역사관)
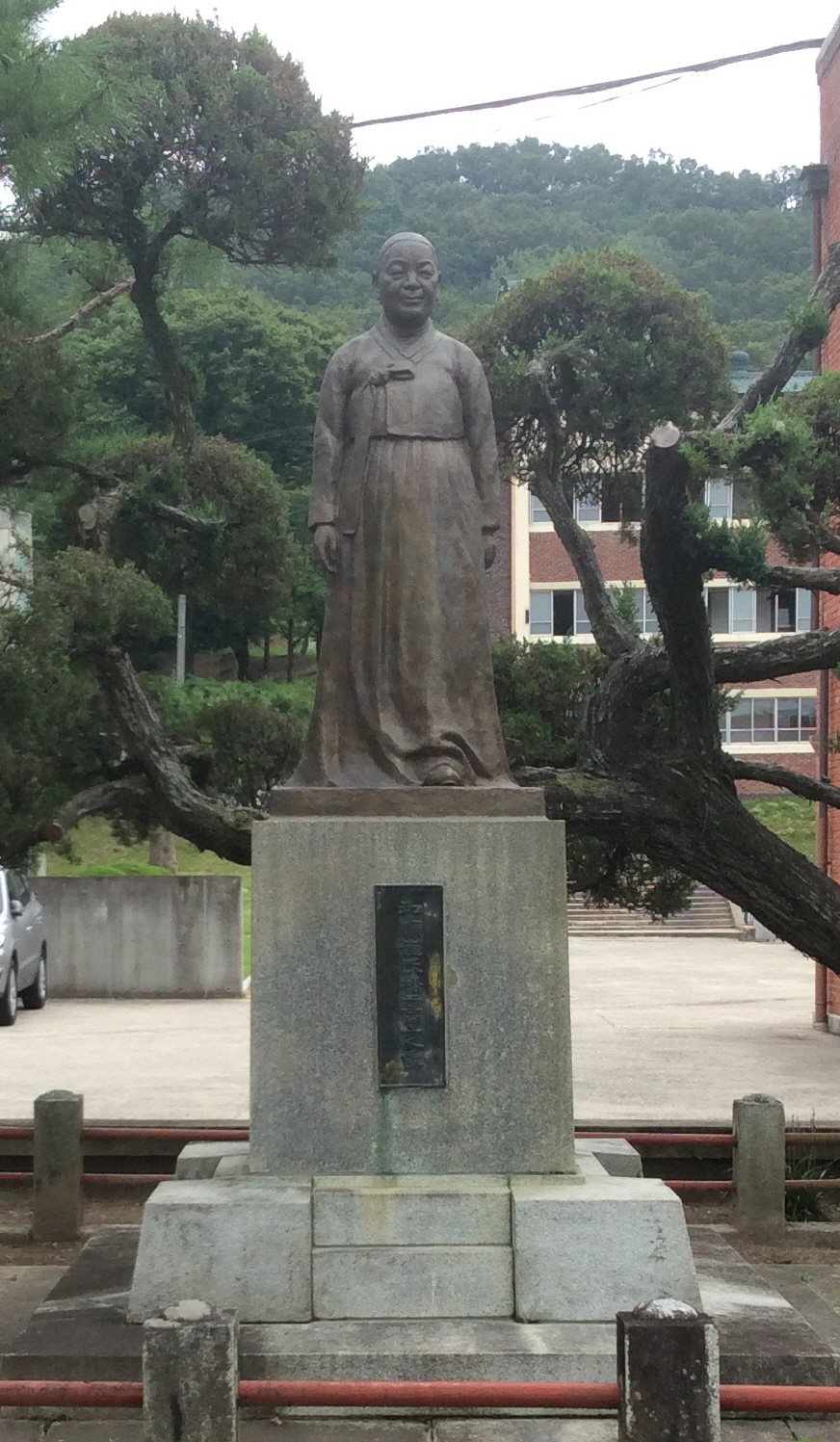
최송설당 동상(운동장)
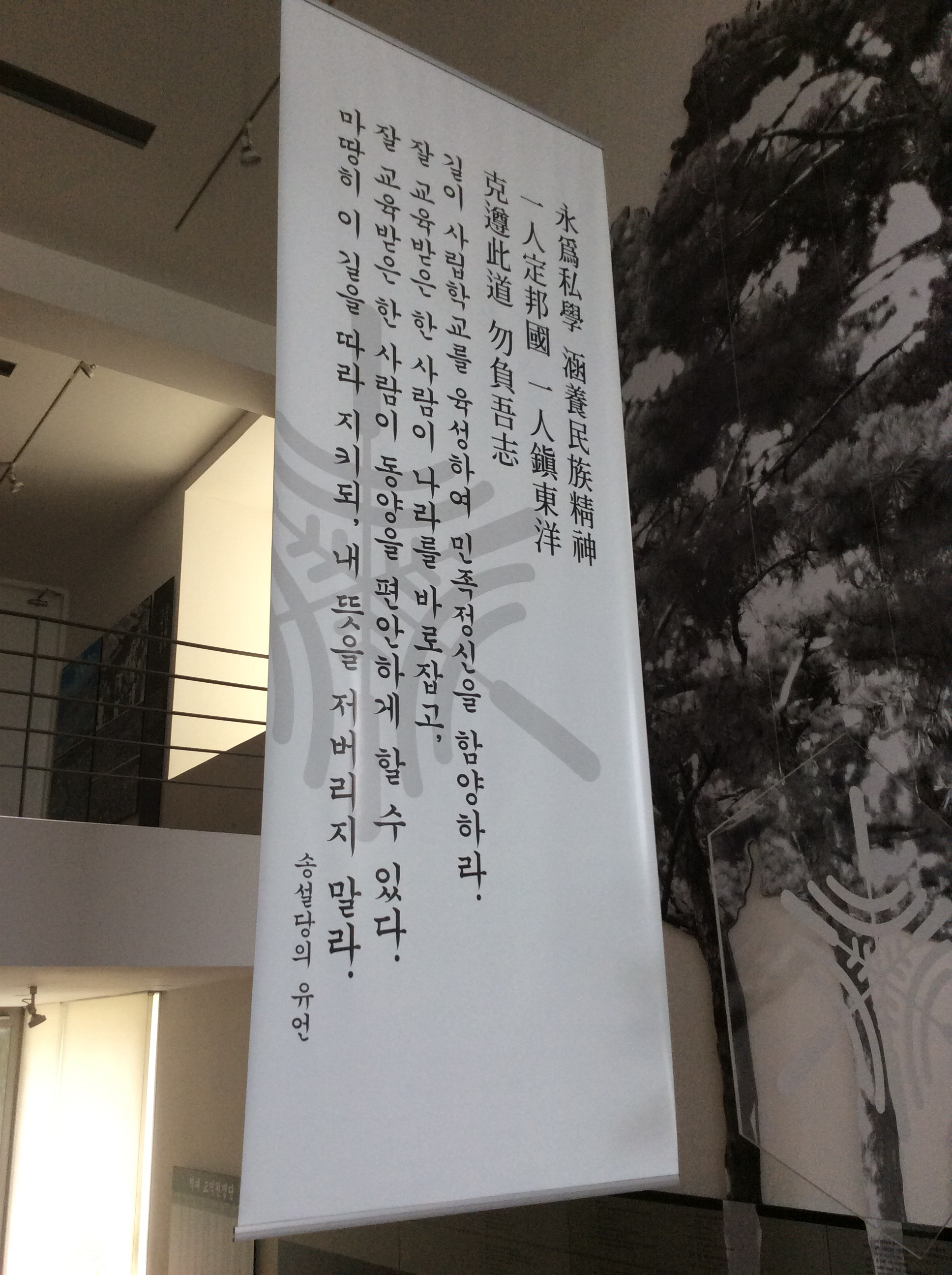
김천고 건학이념(송설 역사관)
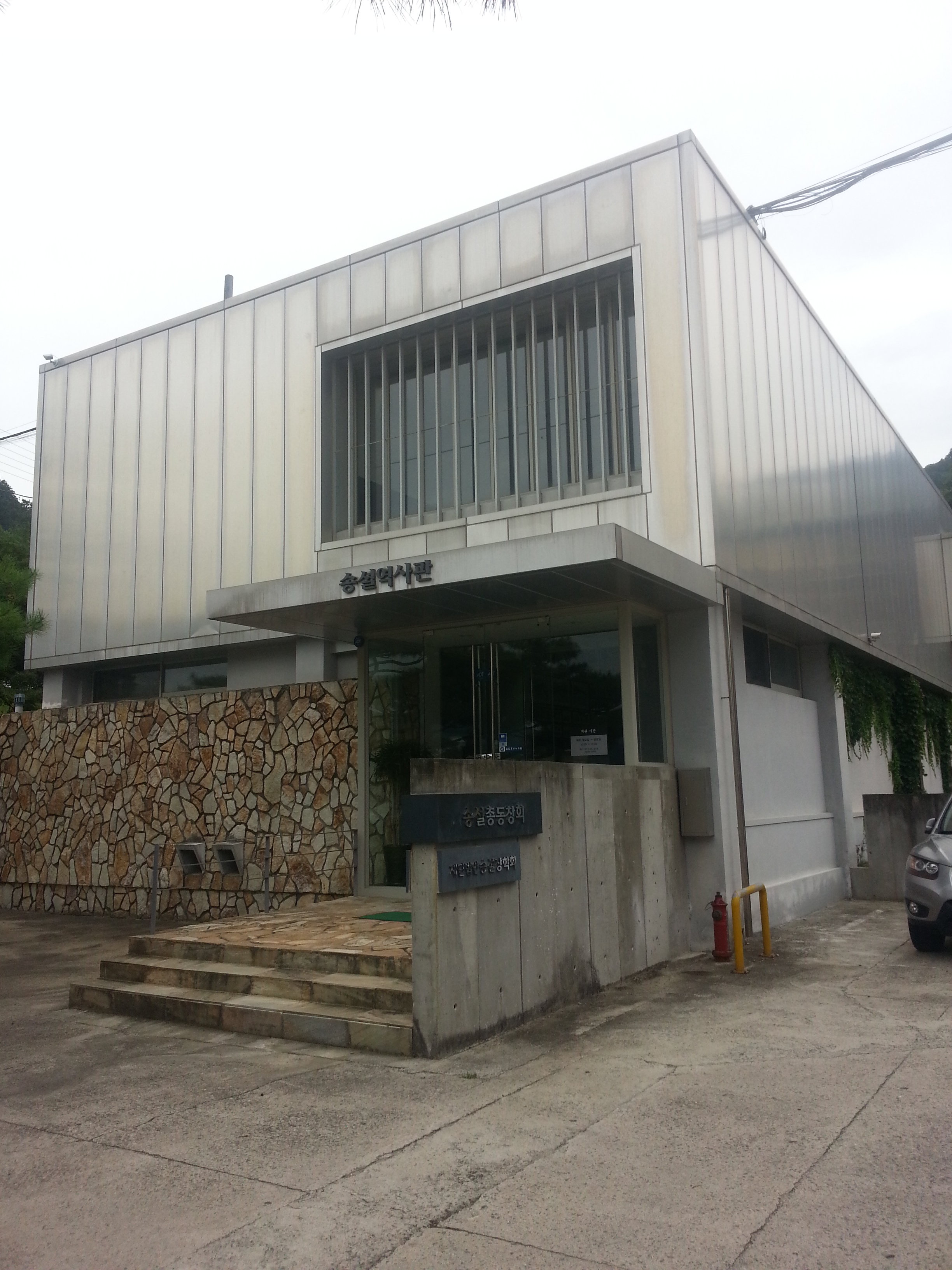
송설 역사관
송설당집(김천고등학교 도서관)

## 같이 보기
- 김천고등학교
- 김천중학교